# Leonard Spychalski
Leonard Spychalski (ur. 5 września 1926 w Harbinie w Mandżurii, zm. 15 maja 2015) – polski lekkoatleta, specjalista skoku wzwyż.
Urodził się w polskiej rodzinie w Mandżurii, w skupisku polonijnym w Harbinie gdzie rozpoczynał karierę sportową (był mistrzem Harbinu w skoku wzwyż). Po II wojnie światowej w 1949 roku został repatriowany do Polski. Studiował na Akademii Medycznej w Szczecinie (obecnie Pomorski Uniwersytet Medyczny w Szczecinie), kontynuując karierę sportową jako zawodnik klubów AZS Szczecin, a następnie Budowlanych Szczecin. W dorobku miał między innymi brązowy medal 27. Mistrzostw Polski Seniorów w Lekkoatletyce, w skoku wzwyż z 1951 roku. Po zakończeniu kariery zawodniczej pracował jako lekarz, a także udzielał się społecznie jako prezes szczecińskiego Klubu Harbińczyków. Po przejściu na emeryturę powrócił do działalności sportowej występując w zawodach dla weteranów. Był wielokrotnym medalistą Mistrzostw Polski Weteranów, a także zdobywcą dwóch srebrnych i jednego brązowego medalu na Mistrzostwach Europy Weteranów.